# Cooking Mama: Cook Off
Cooking Mama: Cook Off is een computerspel voor de Wii. In dit simulatiespel is het de bedoeling dat je onder begeleiding van het spelkarakter 'Mama' een topkok wordt.
In dit spel wordt uitvoerig gebruikgemaakt van de wii-mote. De bewegingen die je bij echt koken gebruikt worden met de wii-mote gesimuleerd, bijvoorbeeld bij een eitje kapotslaan, groenten in de pan husselen, een pannenkoek opgooien (en opvangen). Ook de afwas wordt in dit spel gedaan.

## Ontvangst
Cooking Mama: Cook off is over het algemeen middelmatig gewaardeerd door de pers. Het gemiddelde review cijfer is 6.2. Het vervolg, Cooking Mama: World Kitchen is beter beoordeeld.
Het koken gebeurt in dit spel door handelingen zelf na te bootsen met de controller. De Wii-afstandsbediening vertaalt de bewegingen niet goed naar het scherm waardoor de speler punten verliest. Cooking Mama voor de DS werd gespeeld met de stylus en gaf je het gevoel dat je echt iets aanraakte, op de Wii is dat niet het geval wat ervoor zorgt dat je de beweging moet raden.